# Jean-Christophe Bahebeck
Jean-Christophe Bahebeck (Saint-Denis, 1 de maio de 1993) é um ex-futebolista francês que atuava como atacante.

## Biografia
Jean-Christophe Bahebeck nasceu na cidade de Saint-Denis na região de Ile-de-France. Ele é meio-irmão de Rosère Manguélé, que também é jogador de futebol (defende atualmente o Châteauroux).

## Títulos

### Clubes
Paris Saint-Germain
- Supercopa da França: 2014, 2015
- Copa da Liga Francesa: 2014-15
- Campeonato Francês: 2014-15
- Copa da França: 2014-15

### Seleção
França Sub-20
- Mundial Sub-20: 2013